# Catedral de Nuestra Señora de Copacabana (Guarenas)
La Catedral Santuario de Nuestra Señora de Copacabana o simplemente Catedral de Guarenas es el nombre que recibe un edificio religioso que pertenece a la Iglesia católica y que se encuentra ubicado en la Calle Ambrosio Plaza a un lado de la Plaza Bolívar de la ciudad de Guarenas, localidad del Municipio Ambrosio Plaza del Estado Miranda, que sirve como "Ciudad dormitorio" de Caracas, al centro norte del país sudamericano de Venezuela. Posee objetos y reliquias de gran valor histórico y religioso.
La primera iglesia en el lugar fue construida de forma rudimentaria en 1621. Fue afectada por un terremoto en 1766. A principios del siglo XIX fue reconstruida para hacerla mucho más grande. en 1950 se hizo una gran remodelación con los planos de Giovanni Oreste Della Piana. En enero de 1997 es reconocida como la Catedral de la Diócesis de Guarenas (Dioecesis Guarenensis) por decisión de 1996 de su santidad el Papa Juan Pablo II mediante la bula Maiori Christifidelium.
Como su nombre lo indica esta dedicada a la Virgen María en su advocación de Nuestra Señora de Copacabana, cuya veneración tiene sus orígenes en el territorio que hoy es Bolivia y que se extendió por toda la América hispana a partir de 1583.